# Giant pink glasses
Giant pink glasses (Nederlands: Gigantische roze bril) is een artistiek kunstwerk in Amsterdam Nieuw-West.
Kunstenares Daniella Rubinovitz wilde dat we de wereld eens anders bezagen, niet in het open veld, maar door een doorkijk, in dit geval een grote roze bril. Het zou een mens tot ander inzicht kunnen brengen. Rubinovitz zag mogelijkheden in mensen die zichzelf fotografeerden, al dan niet via een selfie en dat dan weer terugkeken, waarbij het perspectief steeds verandert. Het kunstwerk was oorspronkelijk bedoeld voor Apenheul in Apeldoorn, maar daar bleek het te groot voor. Het stond vervolgens op Keukenhof, vervolgens bij Paleis Soestdijk, Verzetsstrijderspark te Apeldoorn. In 2018, werd het verwacht bij Future Play (een festival) gehouden in De Oeverlanden in Amsterdam Nieuw-West. Er vond overleg plaats met de plaatselijke parkwachter en ze kozen een plek uit nabij de Nieuwe Meer. Gezien de kleur zou het goed passen in de omgeving van de daar liggende homo-ontmoetingsplaats. Degene die het gevaarte moest plaatsen kon de aangewezen plek niet vinden en zette het op een heuveltje langs de Oude Haagseweg neer. Dat was niet de bedoeling, maar vlak na het plaatsen bereikten kunstenares en parkwachter vragen, ook van de homogroep of het "beeld" daar niet permanent kon blijven. De kunstenares kreeg toestemming van de gemeente het beeld daar minstens vijf jaar te laten staan.
Het gevaarte meet 4 (breed) bij 1,7 (hoog) bij 4,4 (diep) meter en is van gepoedercoat metaal. Rubinovitz haalde zelf een uitspraak van Audrey Hepburn aan (La vie en rose/I am looking at the world through rose-colord glasses). 
In 2025, kon de kunstenaar zich niet meer herinneren waar de inspiratie vandaan kwam; het was er ineens. Wellicht speelde mee dat ze in die tijd zelf aan de bril moest.

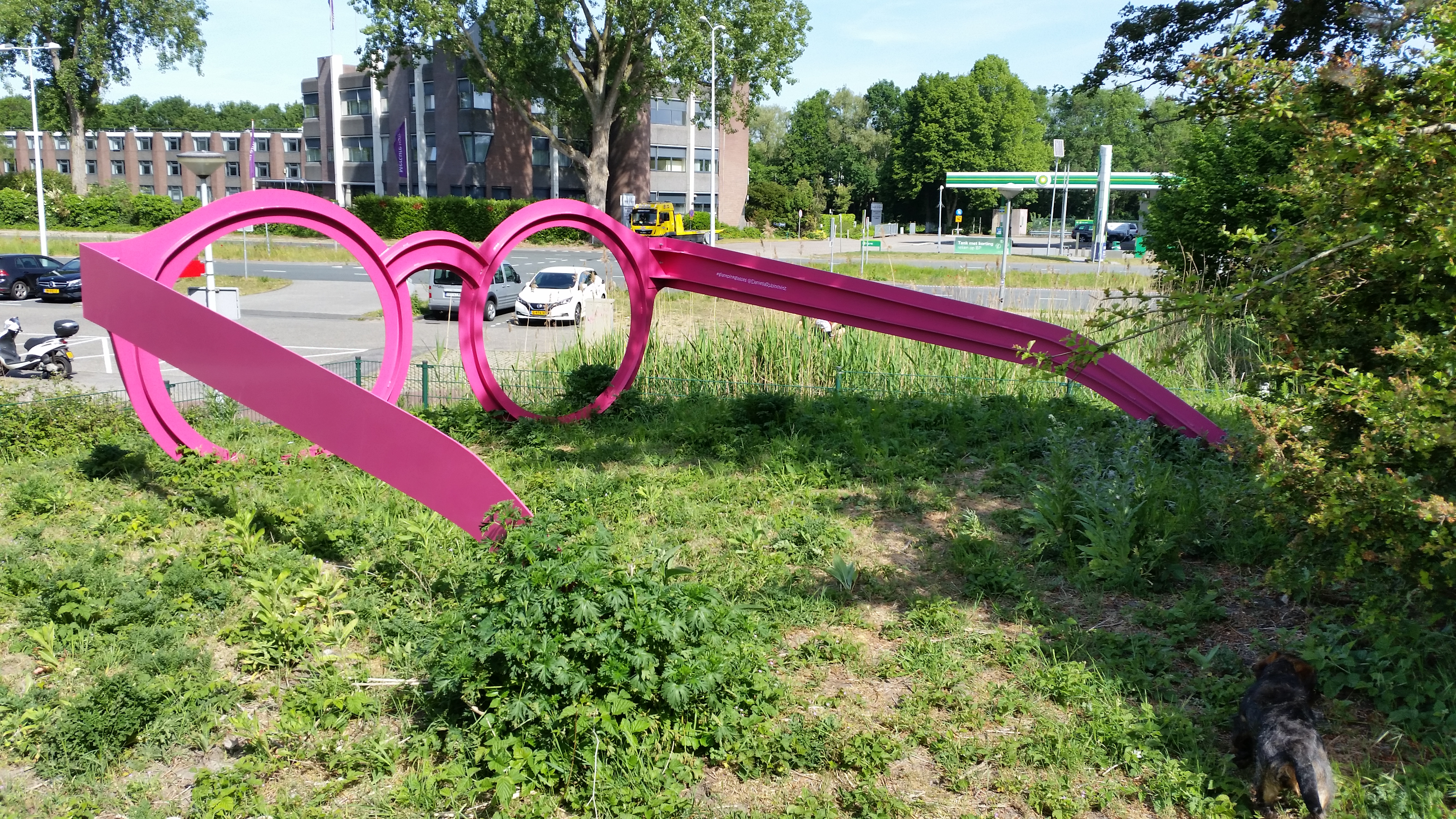
Omgeving naast en door Giant pink glasses (mei 2020)